# Шиперс, Ральф
Ральф Шиперс (англ. Ralf Scheepers, род. 5 февраля 1965) — немецкий вокалист, основатель групп Tyran' Pace и Primal Fear, а также вокалист группы Gamma Ray.
В 2011 году выпустил свой первый сольный альбом под названием "Scheepers" в работе над которым ему помогали Мэт Синнер, Кай Хансен, Виктор Смольский и другие известные музыканты.

## Дискография

### Tyran' Pace
- Eye to Eye (1983)
- Long Live Metal (1984)
- Watching You (1986)

### Gamma Ray
- Heading for Tomorrow (1990)
- Sigh No More (1991)
- Insanity and Genius (1993)

### F.B.I.
- Hell On Wheels (1993)

### Primal Fear
- Primal Fear (1998)
- Jaws of Death (1999)
- Nuclear Fire (2001)
- Black Sun (2002)
- Devil's Ground (2004)
- Seven Seals (2005)
- New Religion (2007)
- 16.6 (Before the Devil Knows You're Dead) (2009)
- Unbreakable (2012)
- Delivering the Black (2014)
- Rulebreaker (2016)
- Apocalypse (2018)
- Metal Commando (2020)

### Сольно
- Scheepers (2011)